# Buck Island Reef nationalmonument

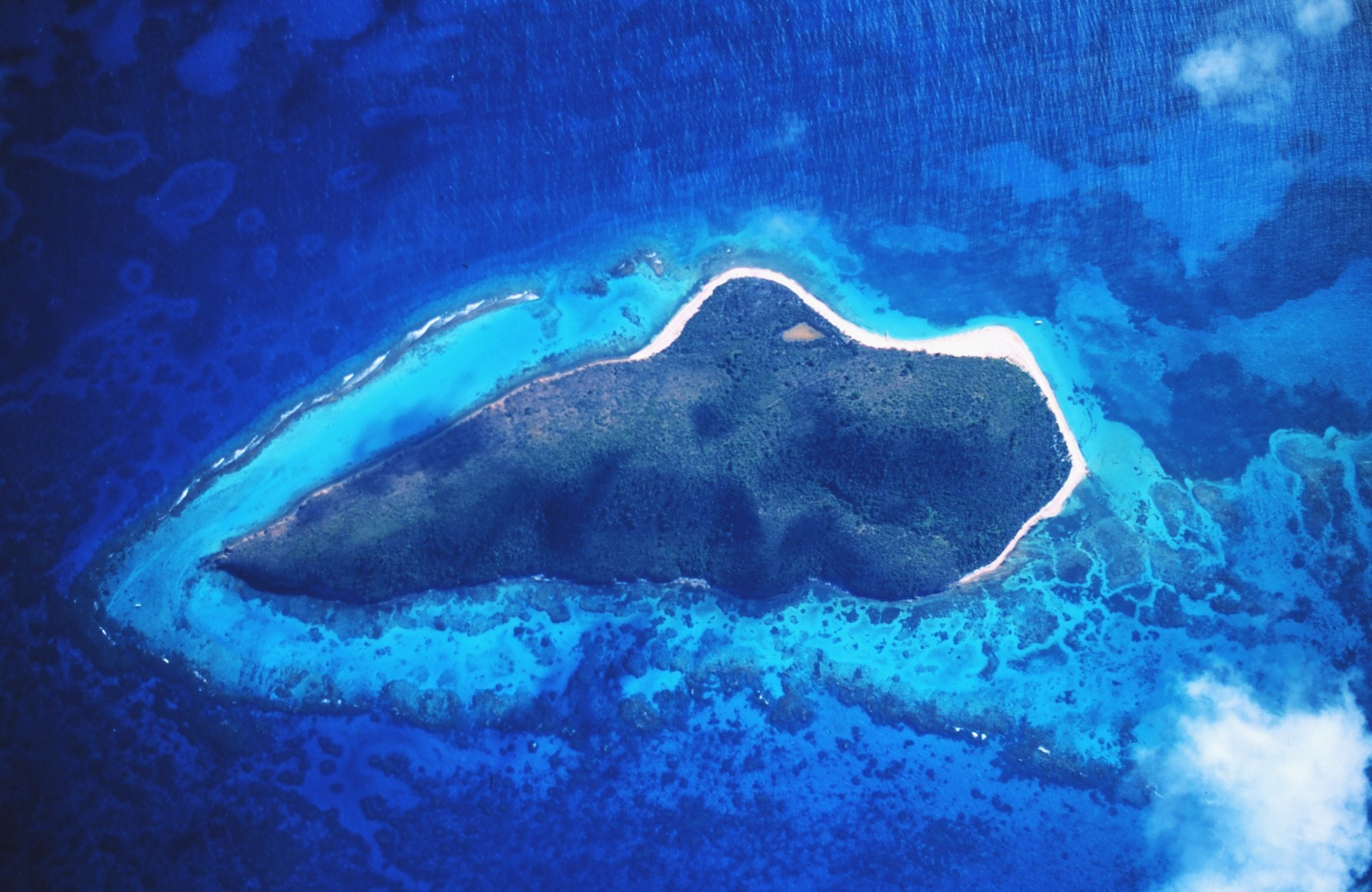
Satellitbild av Buck Island Reef nationalmonument (syd är uppåt)

Buck Island Reef nationalmonument ligger i Amerikanska Jungfruöarna (United States Virgin Islands) i Karibien, ca 2,5 km utanför ön Saint Croix norra kust. 
Den 0,7 km² stora ön med omgivande vattenområde är ett av få helt skyddade marina områden i USA:s nationalparkssystem. Hela området är 77 km2 stort. Ön omges av korallrev med tillhörande marint liv. Det finns en markerad undervattensled för snorklare på öns östra sida. Buck Island har cirka 30 000 besökare om året.
Buck Island är den enda häckningsplatsen för brun pelikan och amerikansk småtärna på Amerikanska Jungfruöarna.